# Мухаммад Амин-хан
Мухаммад Амин-хан (1817—1855), годы правления 1845—1855, седьмой правитель из узбекской династии кунгратов в Хивинском ханстве.

## Биография
В 1845 году после смерти Рахимкулихана (1842—1845) к власти в Хивинском ханстве пришёл его брат Мухаммад Амин-хан.
При правлении Мухаммад Амин-хана (1845—1855) усилия центральной власти по усмирению кочевых племён имели некоторый успех.
Мухаммад Амин-хан предпринял более 10 походов на Мерв и Хорасан.
При правлении Мухаммад Амин-хана поддерживались дипломатические отношения с Россией, Османской империей, Ираном, Афганистаном.
В декабре 1846 года в Оренбург прибыли посланники Хивы — Клыч Ниязмухаммедов и Шукруллабай Мискинов. 9 марта 1847 года они прибыли в Санкт-Петербург. Послы поставили вопрос о срытии Раимского укрепления, построенного Россией близ устья Сырдарьи, на что Николай I ответил отказом. 1847-1848 годы прошли в мелких военных столкновениях хивинских отрядов с царскими военными частями. Не добившись успеха, Мухаммад Амин-хан вновь перешёл на мирный путь решения вопроса. В 1850 году в Санкт-Петербурге побывал хивинский посол Ходжа Мехрем Аллабердыев. Тем не менее, все переговоры по поводу укрепления закончились ничем.

## Политика в области культуры
В эпоху правления Мухаммад Амин-хана в Хиве было построено самое большое медресе, названное его именем. В медресе учились 260 студентов. На покрытие расходов по содержанию медресе, студентов и преподавателей выделено много земли в разных частях ханства.
Также было начато строительство знаменитого минарета Кальта-Минар. Историк Агахи писал историю Хорезма.

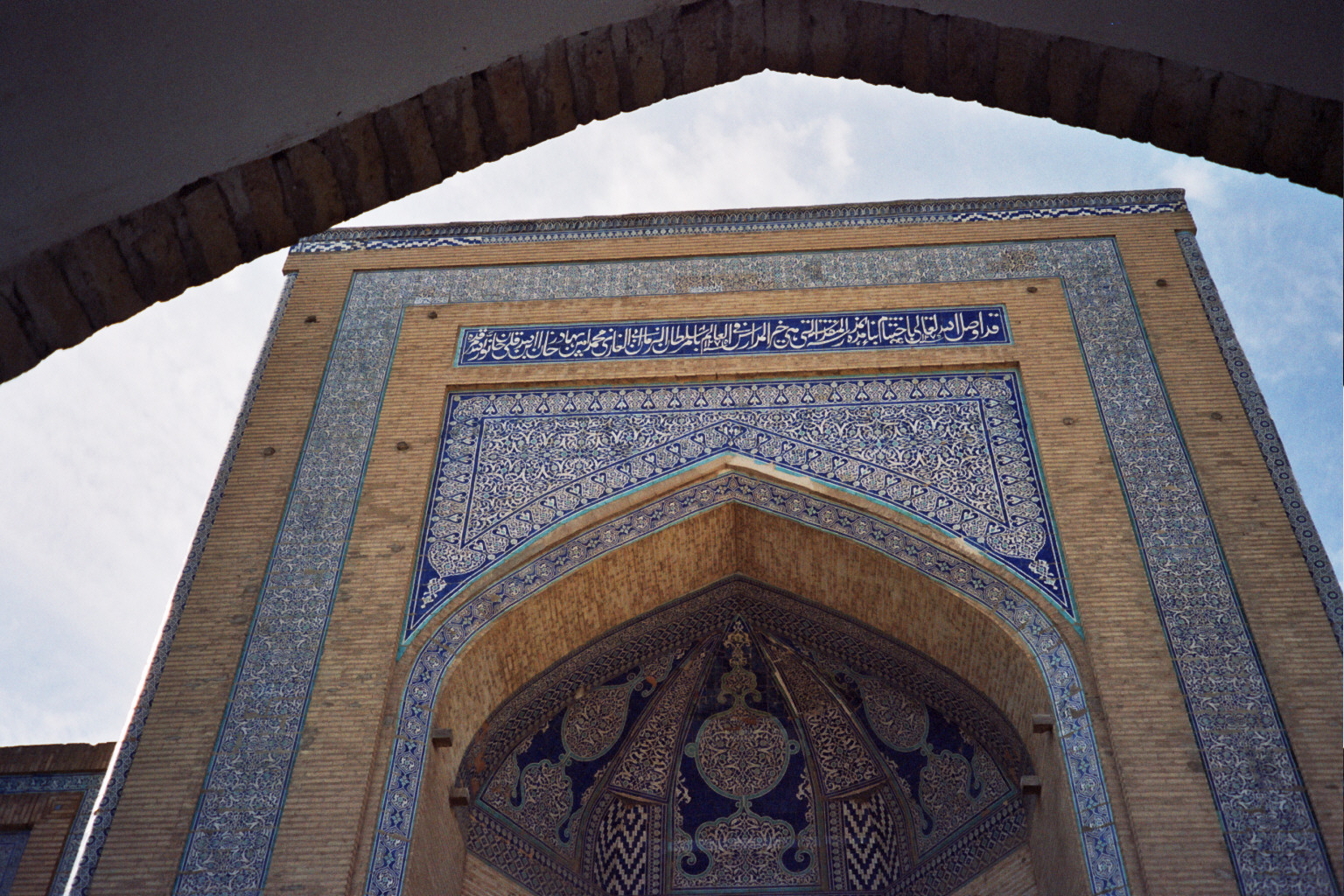
медресе Мухаммад Амин-хана

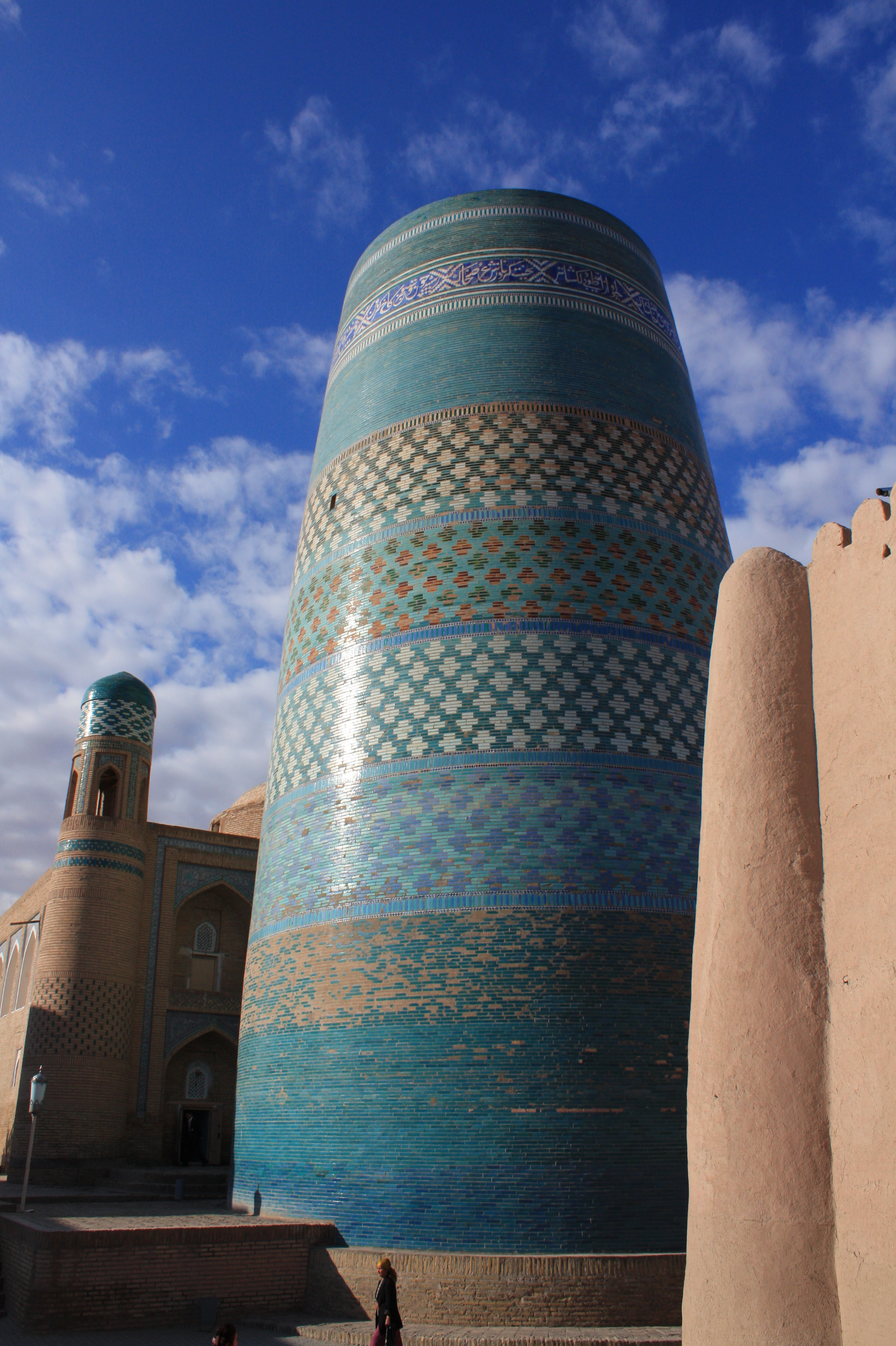
минарет Кальта минар

## Гибель
В 1855 году, хорезмийцами была предпринята попытка завоевать территорию современного Южного Туркменистана. В решающем сражении против хивинского войска под Серахсом, туркмены-текинцы нанесли им сокрушительное поражение, в котором погиб Мухаммад Амин-хан и около 30 его сановников. В 1856 году к власти в Хивинском ханстве пришёл Саид Мухаммад-хан (1856—1864).